# Cardionema rosetta
Cardionema rosetta är en nejlikväxtart som beskrevs av Aven Nelson och Macbride. 
Cardionema rosetta ingår i släktet Cardionema och familjen nejlikväxter. Inga underarter finns listade i Catalogue of Life.